# Charter school
Le charter school, nel sistema scolastico degli Stati Uniti, sono delle scuole, soprattutto primarie o secondarie, che godono di un particolare statuto di autonomia, legato a un sistema di finanziamento misto al quale contribuiscono fondi pubblici e privati. Esse, infatti, oltre a donazioni private ricevono finanziamenti pubblici (inferiori rispetto a quelli delle scuole pubbliche) in cambio di un assoggettamento ad un minor numero di regole, leggi e vincoli statutari.
Pertanto, esse sono più autonome dei corrispondenti istituti pubblici e statali. Le charter school sono considerate, in genere, migliori delle scuole pubbliche in termini di risultati scolastici.
In alcuni casi, le scuole sono di proprietà di privati, come può essere il caso di hedge fund. 
Le Charter schools sono un esempio di privatizzazione di beni pubblici.

## Descrizione
Dotate di uno statuto di maggior autonomia, le charter school ricevono finanziamenti statali inferiori rispetto alle scuole pubbliche della stessa area. Di solito ricevono un contributo capitario, ossia un budget per ciascun studente che sceglie di iscriversi, mentre non ricevono nessun servizio di finanziamento per le strutture e le pulizie.
Nonostante ciò, le charter school sono parte del sistema di insegnamento pubblico e non sono autorizzate a far pagare alcuna retta ulteriore agli alunni che la scelgono. Se gli iscritti sono in soprannumero rispetto ai posti previsti, la scelta deve avvenire per sorteggio.

### Dati statistici
In un sondaggio del 2008, il 59% delle scuole interpellate dichiaravano di avere una lista di attesa di alunni, con una media complessiva di 198 studenti per scuola.

### Offerte formativa rispetto alle scuole convenzionali
Alcune charter school provvedono a fornire, oltre al normale programma, anche un ampliamento dell'offerta formativa, con l'inserimento di corsi extra su argomenti vari come, per esempio, arte, matematica o canto. Altre, invece, provano a dare un livello di istruzione superiore a quello delle scuole pubbliche vicine.